# Geropótamos (dème)
Ne doit pas être confondu avec la rivière du même nom.
Le dème de Geropótamos, en grec moderne : Δήμος Γεροποτάμου, est une ancienne municipalité du district régional de Réthymnon, en Crète, en Grèce. Il a existé entre 1999 et 2010. Depuis la réforme du gouvernement local de 2011, il fait partie du dème de Mylopótamos, dont il est devenu une unité municipale.
Situé au nord et à l'est du district de Réthymnon il était basé à Pérama. Selon le recensement de 2001, l'ancien dème avait un total de 8 323 habitants et une superficie de 194 590 ha.